# 工作中的画家

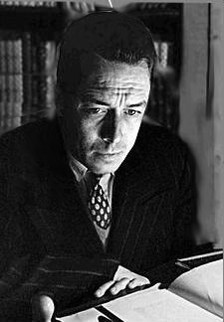
阿尔贝·加缪

《工作中的画家》（法语：Jonas, ou l'artiste au travail）是法国作家阿尔贝·加缪的一部短篇小说，1957年收录于小说集《流放与王国》出版。它被描述为"加缪在20世纪40年代和50年代的巴黎知识精英中的个人经历的讽刺性评论。" 这个故事涉及个人与社区的关系问题，或者更根本地涉及整个存在问题。作品引述《约拿书》经节，而主人公的名字乔纳斯（Jonas）源自圣经人物先知约拿。

## 情节
他對他們說：你們將我擡起來，拋在海中，海就平靜了；我知道你們遭這大風是因我的緣故。——約拿書 1:12
吉尔伯特·乔纳斯的父母离了婚。父亲拥有一家著名的出版公司，以通奸为由与妻子离婚，在这种情况下，他完全致力于帮助穷人。无论乔纳斯发生什么事，都把好运气归功于他的幸运"星"。他成为一名艺术家，获得赞助人，在一个很好的画廊展示他的作品。几周之内，他发现自己被拍馬屁者、咨询者、粉丝、恋人、新朋友和批评家所包围。也不乏其他艺术家，他们就乔纳斯应该如何发展职业生涯提出建议。
乔纳斯不久便飽受這些與論困擾，而不得不尋找能夠工作的安靜場所。最終乔纳斯躲到家中閣樓作畫，並為此病倒。醫生雖診斷乔纳斯僅為輕微的工作過度，但閣樓中的畫布卻是一片空白，僅有不知是「孤寂」（solitaire）還是「團結」（solidaire）的文字。